# Coleophora vulnerariae
Coleophora vulnerariae é uma espécie de mariposa do gênero Coleophora pertencente à família Coleophoridae.